# Automolis cinnamomea
Automolis cinnamomea är en fjärilsart som beskrevs av Hans Daniel Johan Wallengren 1860. Automolis cinnamomea ingår i släktet Automolis och familjen björnspinnare. Inga underarter finns listade i Catalogue of Life.